# AMD FX 8350
FX 8350 je proizvod firme AMD koja je osnovana 1969. godine od strane Džeri Sandersa. 
FX 8000 im je poslednja serija u nizu njihovih procesora, što znači da svaki procesor sa oznakom 8000 i više spada u poslednju seriju.

## AMD
AMD je skraćenica od „Advanced Micro Devices“. AMD je 1969. godine počeo sa proizvodnjom logičkih čipova dok je sa proizvodnjom RAM memorija počeo 1975. godine. Glavna fabrička postrojenja za mikroprocesore se nalaze u Drezdenu u Nemačkoj, a ostatak proizvodnje se obavlja u Tajvanu. AMD je najveći svetski proizvođač fleš memorija na svetu.

## Procesor
FX 8350 je prvi procesor veličine 32nm sa osam jezgara za desktop računare sa AM3+ utičnicom. Prvi put je proizveden 2012. godine u Drezdenu. Poseduje AMD Turbo Technolgiju koja povecava performance aplikacijama kojima je najviše potrebno. Takodje poseduje i hiper transportnu tehnologiju za brzi pristup ulaznim i izlaznim periferijama za bolje performance. Procesor podržava operativne sisteme sa 32bit-a, kao i one sa 64 bita.
Obrtni momenat ovog procesora je 4 Ghz sa mogućnošću overklokovanja na 5 Ghz. Potrebna potrebna količina energije da bi ovaj procesor radio je 125 W

## Upoređivanje
Uporedni test AMD FX 8350 i Intel I5 je pokazao da Intelov procesor ima bolje performanse pri radu sa jednim jezgrom ali je zato AMD bio bolji od Intela što se tiče rada sa više jezagara. Što se tiče overklokovanja AMD je takođe bio uspešniji od Intela i to drastično. Što se tiče cene i kvaliteta tu je pobednik takođe AMD, imajući u vidu da je AMD Duplo jeftiniji od Intela.

## Glavna namena
Ovaj procesor je pretežno namenjen za ljude koji žele da imaju mogućnost overklokovanja i samim tim imaju veliku stabilnost sistema. Takođe njegova glavna namena naginje više ka gejmerima nego ka onima koji imaju potrebu za radom sa nekim od softvera (Adobe Premiere Pro, Adobe Photoshop...)

## Prednosti i mane

### Prednosti
- Poboljšane performance
- Smanjena potrošnja struje
- Pristupačna cena
- Mogućnost overklokovanja do 5 Ghz
- Bolje performanse od Intela u multitasking-u

### Mane
- Ne dozvoljava memoriju veću od 2133MHz
- Koristi više struje nego Intel čipovi
- Problem rada sa jednim jezgrom u odnosu na Intel

## Spoljašnje veze
- www.amd.com
- AMD HyperTransport™ Technology
- Turbo Core Technology
- AMD FX-8350 review